# Ольса (река)
Ольса (бел. Ольса) — река в Беларуси, в Кличевском и Кировском районах Могилёвской области и Березинском районе Минской области, левый приток реки Березина.
Длина реки — 92 км, площадь водосборного бассейна — 1690 км², среднегодовой расход воды в устье — 9,3 м³/с, средний уклон реки 0,3 м/км.
Река берёт начало в торфяных болотах в 3 км к востоку от деревни Каменный Борок Березинского района в 18 км к юго-востоку от города Березино. Генеральное направление течения — юг, вскоре после истока перетекает в Могилёвскую область. Большая часть течения проходит по территории Кличевского района, низовья — в Кировском районе.
Протекает по Центральноберезинской равнине. Замерзает в первой декаде декабря, ледоход в третьей декаде марта. В нижнем течении наивысший уровень половодья в конце марта, средняя высота над меженным уровнем 1,2 м. Река используется как водоприемник мелиоративных каналов.
Долина преимущественно невыразительная, около города Кличев, деревни Воевичи и между деревнями Бацевичи и Заполье Кличевского района трапециевидная (ширина 0,8-1 км). Склоны пологие, высотой 2-7 м; правый безлесый, распаханный, левый почти на всём протяжении поросший смешанным лесом. Пойма двусторонняя, ниже Кличева чередуется по берегам (ширина 0,6-1,5 км), низкая, местами заболоченная; от устья Суши к деревне Заполье Кличевского района пересечённая мелиоративными каналами. В половодье затопляется водой на глубину 0,5-1 м сроком до 2 недель.
Русло в верховье на протяжении 10 км канализировано, ниже ширина реки в межень 12 — 18 м, в низовьях 30 — 40 метров. Берега в верховье низкие, заболоченные, между деревнями Воевичи и Заполье Кличевского р-на пологие, ниже до устья крутые и обрывистые.
Основные притоки — Дулебка, Сушанка, Гончанка, Суша, Кострычка (слева); Несета (справа).
Крупнейший населённый пункт на реке — город Кличев. Помимо него Ольса протекает ряд сёл и деревень, крупнейшие из которых Матевичи (Минская область); Стоялово, Воевичи, Бацевичи, Малая Ольса, Заполье (Могилёвская область).
В низовьях образует старицы, затоны и протоки. Впадает в боковой рукав Березины в 3 км к западу от деревни Любоничи.